# Hannopil, Iemilciîne
Hannopil (în ucraineană Ганнопіль) este localitatea de reședință a comunei Hannopil din raionul Iemilciîne, regiunea Jîtomîr, Ucraina.

## Demografie
Componența lingvistică a localității Hannopil
     Ucraineană (98,95%)
     Rusă (1,05%)
Conform recensământului din 2001, majoritatea populației localității Hannopil era vorbitoare de ucraineană (98,95%), existând în minoritate și vorbitori de rusă (1,05%).